# Karl-Michael Vogler
Pour les articles homonymes, voir Vogler.
Karl-Michael Vogler (né le 28 août 1928 à Remscheid, en Allemagne et mort le 9 juin 2009 à Seehausen am Staffelsee, en Allemagne) est un acteur allemand. Il a interprété Erwin Rommel dans Patton de Franklin J. Schaffner. Il a joué aussi, notamment, dans Ces merveilleux fous volants dans leurs drôles de machines de Ken Annakin, Le Crépuscule des aigles de John Guillermin, Deep End de Jerzy Skolimowski et Le Vieux Fusil de Robert Enrico.

## Filmographie partielle
- 1961 : Hamlet, Prinz von Dänemark de Franz Peter Wirth
- 1963 : L'Irrésistible Célibataire (Bekenntnisse eines möblierten Herrn) de Franz Peter Wirth
- 1964 : Ein Mann im schönsten Alter de Franz Peter Wirth
- 1965 : Ces merveilleux fous volants dans leurs drôles de machines (Those Magnificent Men in their Flying Machines, or How I Flew from London to Paris in 25 Hours and 11 Minutes) de Ken Annakin
- 1966 : Le Crépuscule des aigles (The Blue Max) de John Guillermin
- 1967 : Comment j'ai gagné la guerre (How I Won the War) de Richard Lester
- 1969 : La Descente infernale (Downhill Racer) de Michael Ritchie
- 1969 : L'Auberge des plaisirs (Frau Wirtin hat auch eine Nichte) de Franz Antel
- 1970 : Patton de Franklin J. Schaffner
- 1971 : Deep End de Jerzy Skolimowski
- 1975 : Le Vieux Fusil de Robert Enrico
- 1976 : Parole d'homme (Shout at the Devil) de Peter R. Hunt
- 1976 : Inspecteur Derrick (saison 3) : "Calcutta"